# Ona działa na mnie jak
Ona działa na mnie jak – singel polskich muzyków – Dawida Narożnego oraz AGBE wyprodukowany przez Giomalìas Beats, który został wydany 25 maja 2023.
Nagranie otrzymało w Polsce status diamentowej płyty 8 listopada 2023.
Singel zdobył ponad 86 milionów wyświetleń w serwisie YouTube oraz ponad 19 milionów odsłuchań w serwisie Spotify.

## Nagrywanie
Utwór został wyprodukowany przez Giomalìas Beats, Dawida Narożnego oraz Agnieszkę Brysiak. Za mix/mastering utworu odpowiada TKM. Tekst do utworu został napisany przez TKM, Dawida Narożna oraz Agnieszkę Brysiak. Wokalistami w tym utworze są Wojtek „Levelon” Sarwa, Dawid Narożny oraz Agnieszka Brysiak.

## Certyfikaty
| Kraj          | Certyfikat       | Data przyznania  |
| ------------- | ---------------- | ---------------- |
| Polska (ZPAV) | diamentowa płyta | 8 listopada 2023 |